# 이루마시
이루마시(일본어: 入間市)는 일본 사이타마현 남서부에 있는 시이다.
이웃한 사야마시와 함께 "사야마차"로 유명한 도시이며, 일본의 차는 빛깔, 향, 맛 3가지로 분류되는데 사야마차는 이 중 맛으로 유명하다. 또한 제과업으로도 유명하다. 이루마시에는 한때 미군정하에 "존슨 기지"로 알려진 이루마 기지가 있다.

## 지리
남부에는 사야마 구릉의 풍부한 자연이 펼쳐져 있다.

## 역사
- 에도 시대에 이루마는 시장과 역참 마을로 알려져 있었다.
- 1938년 - 일본 육군항공사관학교(현 항공자위대 이루마 기지)가 개설되었다.
- 1945년 - 전후 연합군에 접수되어 "존슨 기지"가 되었다.
- 1956년 9월 30일 - 도요카정, 가네코촌, 미야데라촌, 후지사와촌, 세이부정의 일부가 합병해 이루마시의 전신이 되는 무사시정이 성립하였다.
- 1958년 10월 14일 - 모토사야마촌의 일부를 합병하였다.
- 1958년 - 항공자위대 이루마 기지가 주둔하였다.
- 1966년 11월 1일 - 시로 승격하여 이루마시가 되었다.
- 1967년 4월 1일 - 세이부정을 합병하였다.
- 1978년 - 존슨 기지가 전면 반환되었다.
- 1983년 4월 1일 - 사야마시와 행정구역 경계를 변경하여 현재의 시역이 되었다.

## 인구
| 연도 | 인구    | ±%     |
| ---- | ------- | ------ |
| 1960 | 36,903  | —      |
| 1970 | 65,639  | +77.9% |
| 1980 | 104,034 | +58.5% |
| 1990 | 137,585 | +32.3% |
| 2000 | 147,909 | +7.5%  |
| 2010 | 149,879 | +1.3%  |

## 교통

### 철도
- 동일본 여객철도 하치코선
- 세이부 철도 이케부쿠로선

### 도로
- 겐오 자동차도
- 국도 제16호선
- 국도 제299호선(일본어판)
- 국도 제407호선
- 국도 제463호선
- 국도 제468호선